# Кох, Эрих

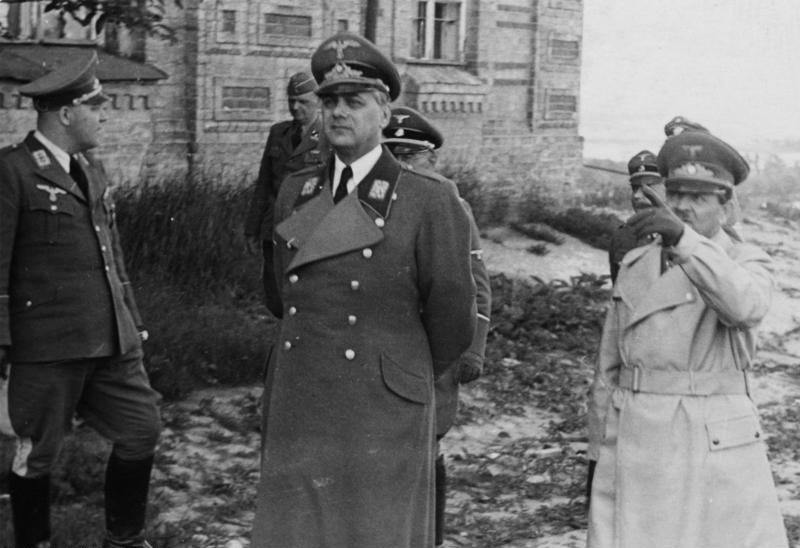
Розенберг и Кох (справа) в Киеве

Э́рих Кох (нем. Erich Koch; 19 июня 1896, Эльберфельд, Рейнская область — 12 ноября 1986, Барчево, Польша) — деятель НСДАП и нацистской Германии. Гауляйтер (1 октября 1928 — 8 мая 1945) и оберпрезидент (сентябрь 1933 — 8 мая 1945) Восточной Пруссии, начальник гражданского управления округа Белосток (1 августа 1941—1945), рейхскомиссар Украины (1 сентября 1941 — 10 ноября 1944), рейхскомиссар Остланда (1944), президент Синода Восточно-Прусской епархии Евангелической церкви Старопрусской унии, почётный обергруппенфюрер СА и почётный обергруппенфюрер СС (1938). Осужденный военный преступник.

## Биография

### Ранние годы
Родился в Рейнской области в семье рабочего (затем мастера) кофейной фабрики Густава Адольфа Коха (Gustav Adolf Koch; 1862—1932) и его жены Генриетты, урождённой Маттес (Henriette Matthes; 1863—1939). Помимо Эриха в семье было ещё трое детей, которые воспитывались в строгой лютеранской традиции.
Учился в начальной и средней школе. Из-за нехватки у родителей средств был вынужден в 1912 году пойти не в университет, а в торговое училище при эльберфельдской типографии Dietz&Co. Проработав три года в типографии, 1 мая 1914 года поступил на работу на железную дорогу. Сначала был рабочим, затем стрелочником и телеграфистом.
В 1915 году поступил добровольцем (по другим данным был призван) в армию и служил сначала в 146-м пехотному полку в Алленштайне, а затем, в 1916—1918 гг., — в 401-м пехотном полку на Восточном фронте. За время боёв не был ранен и не поднялся выше солдатского ранга.

### Партийная карьера
С 1919 по 1926 год работал на железной дороге в управлении Имперских железных дорог в Эльберфельде ассистентом железнодорожной службы. В 1921 году служил в силезском добровольческом корпусе Россбаха. В 1922 вступил в НСДАП (партийный номер 90), был одним из руководителей партийной организации Рура, в 1922 1923 годах — областной казначей.
В 1923 активно участвовал в антифранцузских акциях в Рейнской области, за что был арестован французскими властями. 22 марта 1926 года вторично вступил в НСДАП. Ввиду своей активности в НСДАП был уволен с государственной службы и стал областным казначеем гау Рур, одновременно с 1927 — заместитель гауляйтера Рура. В период разгрома оппозиции был 23 июля 1928 года исключён из партии, но вскоре восстановлен.
В 1926 году впервые встретился и вскоре познакомился с Гитлером. Как свидетельствовал Отто Бройтигам, немецкий дипломат, будущий близкий сотрудник Альфреда Розенберга, низкий, плотно сбитый Кох испытывал комплекс неполноценности относительно своей внешности и даже стал носить усы в стиле Гитлера.
С 1 октября 1928 года до разгрома немецких войск в 1945 году — гауляйтер Восточной Пруссии. С 1929 года — член ландтага Восточной Пруссии, руководитель фракции НСДАП в ландтаге. В 1930 году основал «Preußische Zeitung» («Прусскую газету»). C 14 сентября 1930 года — депутат рейхстага. С сентября 1933 года — оберпрезидент Восточной Пруссии.

### Годы войны
После начала Великой Отечественной войны 1 августа 1941 года Кох был назначен начальником гражданского управления вошедшего в состав Рейха округа Белосток, а 1 сентября того же года, после образования в составе Имперского министерства восточных оккупированных территорий Альфреда Розенберга Рейхскомиссариатов Украина и Остланд он стал рейхскомиссаром Украины. На этих постах Кох оставался до самого конца войны. На посту рейхскомиссара отличался своей жестокостью и грубостью. Также его называли «эрцгерцог Эрих» — так велика была подконтрольная ему территория. Альфред Розенберг рекомендовал Коха на должность рейхскомиссара России, где оккупационный режим должен был быть более жёстким, чем на остальной территории Советского Союза, но по прямому распоряжению Гитлера был назначен райхскомиссаром Украины.
Его правление на территории оккупированной УССР отмечалось исключительной жестокостью. Он был причастен к смерти более 4 миллионов советских граждан (с учётом евреев), а ещё 2,5 млн человек за время его правления были депортированы в Германию, где работали как «остарбайтеры». Под его руководством беспощадно эксплуатировались природные богатства захваченных земель, ограблено и вывезено в Германию огромное количество памятников культуры и т. д.
Эриху Коху приписывается следующая фраза:

Мы народ господ и должны жестко и справедливо править. Я выйму из этой страны всё до последнего. Мы должны осознавать, что самый мелкий немецкий работник расово и биологически в тысячу раз превосходит местное население (5 марта 1943, Hans-Erich Volkmann (Hrsg.), Das Russlandbild im Dritten Reich (Образ России в Третьем Рейхе), Köln 1994, стр. 43).
При приближении наступавшей на Восточную Пруссию Красной армии руководил эвакуацией гражданского населения. 25 ноября 1944 года возглавил фольксштурм гау. В начале марта 1945 года перенёс свой штаб из осаждённого Кёнигсберга в Пиллау, откуда 24 апреля бежал самолётом на Хельскую косу и 27 апреля на ледоколе «Восточная Пруссия» покинул территорию гау.
Приплыв 29 апреля в Засниц, уже на следующий день Кох перебрался в Копенгаген, а оттуда 5 мая — во Фленсбург, где, по свидетельству рейхсминистра Альберта Шпеера, явился к новому рейхспрезиденту Карлу Дёницу и потребовал предоставить в его распоряжение подводную лодку, чтобы уплыть на ней в Южную Америку, на что получил категорический отказ.

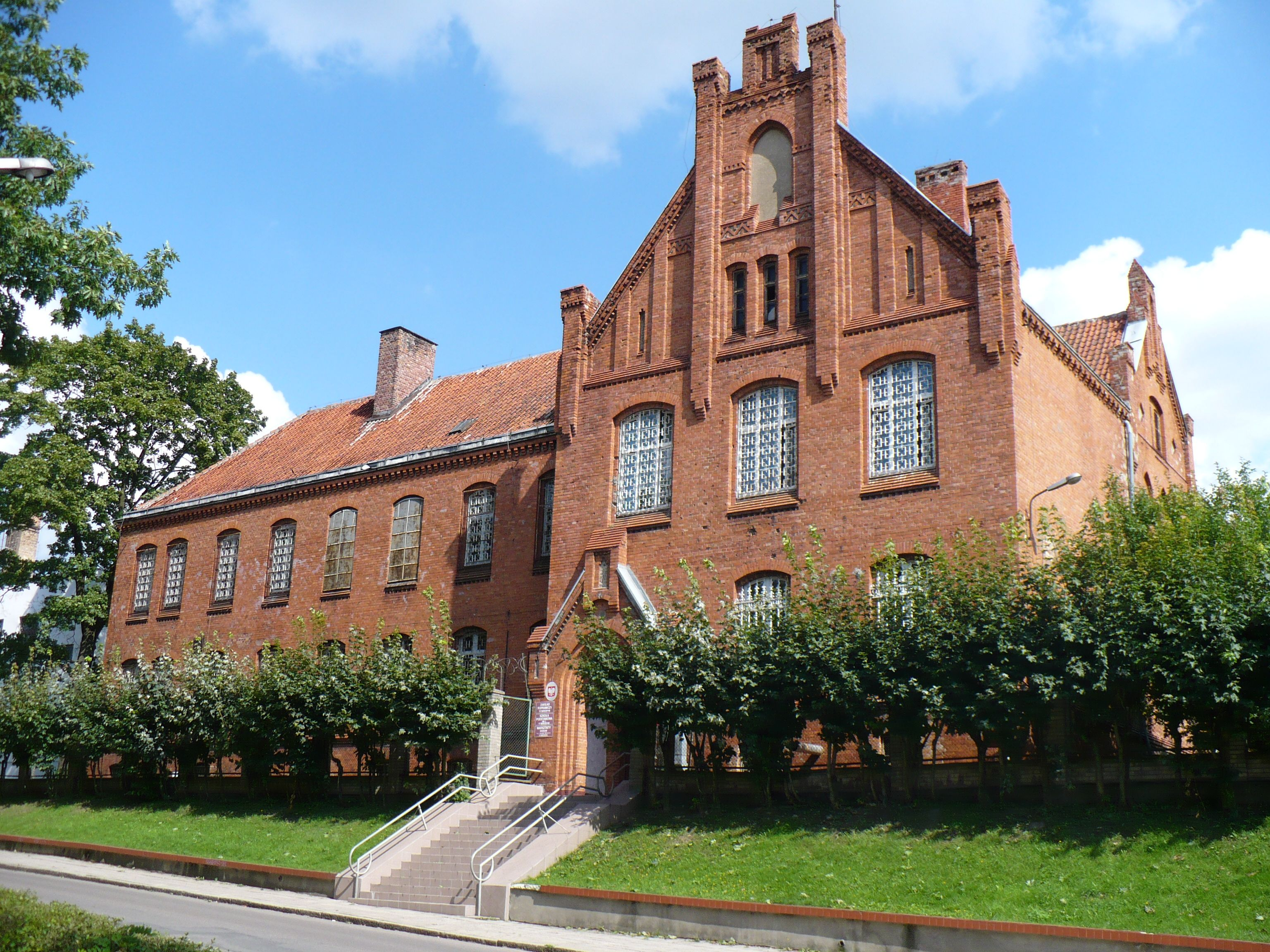
Тюрьма в Барчево

### После войны: арест, суд, последние годы
После поражения Германии, сделав пластическую операцию, поселился в местечке Хазенмоор недалеко от Гамбурга под видом сельскохозяйственного рабочего Рольфа Бергера. Занимался сельским хозяйством и жил от урожая своего небольшого участка сада, который он обрабатывал, а после денежной реформы 1948 года получал пособие по безработице в размере 18 марок. Оба принадлежащих ему участка земли в западной зоне оккупации не могли быть им использованы по понятным причинам. При аресте же имел при себе почти 250 марок, что представляло для якобы не имевшего средств к существованию безработного значительную сумму.
В том, что его нашли оккупационные власти, был виноват лишь сам, поскольку он фактически сам же и выдал себя. Бывший Reichsredner (то есть высокопоставленный пропагандист) не удержался, выступил на собрании беженцев и был выдвинут на пост руководителя этого собрания, при этом был опознан кем-то из присутствующих. Уже вечером того же дня за ним пришел британский офицер в сопровождении сотрудника немецкой криминальной полиции. После решения английского экстрадиционного трибунала в Гамбурге о передаче Коха Польше его поместили в тюрьме города Верля, в английской зоне.
В мае 1949 он был передан англичанами советской администрации. Правительство СССР передало его Польше — для суда за преступления, которые он совершил как гауляйтер Восточной Пруссии. Суд над ним начался в Варшаве лишь 19 октября 1958 г. и длился более четырёх месяцев. Был приговорен к смертной казни 9 марта 1959. Но приговор не был исполнен, формально — из-за слабого здоровья Коха. Содержался в тюрьме Мокотув. Некоторое время вместе с ним в камере (в 1966—1968 г.) отбывал срок советско-польский шахматист и филолог, впоследствии преподаватель славистики Йельского университета Эммануил Штейн. В заключении Кох прожил ещё свыше четверти века, пережил своего заклятого врага — президента Польши Владислава Гомулку и умер в тюрьме Барчево в 1986 году в возрасте 90 лет. Похоронен тайно, в безымянной могиле на местном тюремном кладбище.

## Сочинения
- Aufbau im Osten. Breslau: Korn, 1934.